# Комар Борис Панасович
Бори́с Пана́сович Кома́р (нар. 5 червня 1928, с. Хвощівка Хорольського району Полтавщини— 25 січня 2018) — відомий український дитячий письменник і перекладач.

## Біографія
Борис Панасович Комар народився у селі Хвощівка Хорольського району на Полтавщині 5 червня 1928 року в селянській родині Панаса Сидоровича Комара та Євдокії Платонівни (до шлюбу Коломієць). У сім'ї було троє дітей. Старша сестра Лідія стала медикинею, одружилася у Вологді. А друга — Людмила, оселилася в Конча-Заспі. У дитинстві Борис не був розбишакою. Вдався у матір, лагідним був. Міг і заплакати, коли образять. Ця довірливість, наївнісь, віра у людей і добро залишилися у нього на все життя. До школи хлопчина вже читав. Мати навчила. Читав багато, у сім'ї не шкодували грошей на дитячі книжки.
Батько письменника — Панас Сидорович наприкінці 1920-х років був першим головою Хвощівського колгоспу, після голоду 1933 року пішов на курси ветеринарів і до самої пенсії працював ветфельдшером, а згодом і фельдшерські курси закінчив, лікував трав'яними зборами односельчан та інших людей, які зверталися до нього за допомогою, бо мав добре серце.
Мати письменника — Євдокія Платонівна працювала в колгоспі, була простою селянкою. Дуже зналася на травах і до неї ходили лікуватися. Вона збирала трави, сушила, робила зілля, а ще дуже любила співати. Загинула у 1944 році під час грози .
|  | Як згадує письменник: «Мама знала безліч пісень. Співала, коли топила в печі та варила їсти, пряла, доїла корову, полола город… Навіть на похорон запрошували її оплакувати небіжчика співучим голосом… А скільки казок знала! На жаль, матері судилося коротке життя: вбила блискавка, коли в грозу заганяла гусенят зі ставу до повітки…» |

Будучи підлітком, Борис кілька разів сам мало не загинув. Одного разу в роки війни він з друзями викрав чимало книжок з підводи, якою німці перевозили шкільну бібліотеку до місця спалення. Звичайно, якби фашисти зловили, не помилували б. Іншого разу двоюрідний брат дав Борисові подивитися гарну запальничку, а вона вибухнула, адже була виготовлена німцями для того, щоб убивати й калічити. На щастя, обійшлося лише втратою двох пальців. Та пізніше через цю ваду юнака не прийняли до залізничного технікуму.
На все життя запам'ятав майбутній письменник жахіття воєнних років. А особливо пам'ятним стала його зустріч із братами Платоном та Георгієм Майбородами, які були в'язнями в таборі для військовополонених, що був на цегельному заводі («Хорольська яма»).
Як і кожна людина, чиє коріння родоводу пішло із села, Борис Панасович страшенно любив свій рідний край, село Хвощівку, Хорол. Тут він закінчив семирічну школу та пережив лихоліття Другої світової війни, тут поховані його батьки, і тут вперше він відчув смак письменництва, коли іще школярем писав статті до шкільної стінгазети та складав свої перші вірші. А було це у другому-третьому класі. Згодом ще й став редактором шкільної газети. Після закінчення Хорольської середньої школи № 1 у 1946 році він вступив на навчання на українське відділення філологічного факультету Харківського державного університету, а потім перевівся до Київського державного університету ім. Т. Г. Шевченка, який закінчив у 1951 році. І в цьому ж році було написане його перше оповідання «Незвичайне полювання».
З 1950 року працював редактором видавництва «Молодь», а також працював у видавництвах «Дніпро», «Радянський письменник». З 1953 року — у редакціях журналів «Зміна» і «Дніпро». На початку свого редакторського шляху Борис Опанасович не лише мав нагоду редагувати такі перлини української дитячої класики як «Грицева шкільна наука» І. Франка (К. : Молодь, 1952), а й сам дебютував як прозаїк у заснованому видавництвом «Молодь» альманасі творів для дітей молодих радянських письменників України «Ранок». Перекладав твори і роботи з російської та білоруської мов. Був відповідальним секретарем Спілки письменників України з роботи із молодими авторами. З 1958 року член Спілки письменників України.
Дружив з багатьма відомими українськими письменниками: Віктором Кавою, Олексієм Коломійцем, Володимиром Яворівським, Михайлом Ткачем, Олегом Вернигорою та іншими. Особливою була дружба з Павлом Загребельним, який, до речі, познайомив Бориса з його майбутньою дружиною, Зоєю Дмитрівною, яка народила в шлюбі сина Юрія і доньку Лесю.
Борис Комар був людиною чуйною, вразливою — тонко реагував на красу, на людські стосунки. Навіть у зрілому віці письменник зберіг щось дитяче, безпосереднє, умів захоплюватися і дивуватися таким дрібницям, на які дорослі рідко звертають увагу.
|  | Письменник Віктор Кава згадував: «Поминули Пирятин, Лубни, опинилися у степу. І тут раптом Комар став щасливий, як дитина, що впізнала милі краєвиди: «Бачите оту могилу? Там колись билися козаки з турками… А он цвіте конюшина. Скільки в ній бджіл зібралося! Хочете — зупинюся, послухаєте, як бджоли гудуть. Та ні, хіба то гудіння? То музика!.. Ніде більше нема такого поля і такої розкішної конюшини...» |

Помер Борис Комар 25 січня 2018 року. Похований на Байковому цвинтарі в Києві поряд з дружиною та сином.

## Творчість
Борис Комар належить до найпопулярніших дитячих прозаїків в Україні. Писав переважно для дітей та юнацтва. Цінність і привабливість його книжок саме в тому, що, до кінця переймаючись відчуттями своїх юних героїв, Борис Комар ставився до них без поблажливості, а з усією повагою і серйозністю, з великою вірою в те, що в найтяжчих життєвих випробуваннях ці маленькі громадяни стануть взірцем героїзму, твердості й незалежності. Не одне покоління дітей виросло на книгах Бориса Комара. Для багатьох знайомі назви його творів: «Босонога ватага» (1958), «В листопадову ніч» (1963), «Як горобець переміг Наталочку» (1964), «Весела дорога» (1966), «Уперте теля» (1970). В творчому доробку письменника історична повість для дітей «Векша» (1960), повісті «Ключі» (1962), «Поворотний круг» (1969), «Диваки» (1974), «Бджолиний мед» (1976), «Мандрівний вулкан»(1980), «Дорога через пекло» (1982) та інші твори. У перекладі Бориса Комара українською мовою з естонської вийшла повість О. Лутса «Весна» (1958), з російської — роман І. Стаднюка «Війна» (1985), з латиської — роман А. Лієлайтіса «Золото інків» (1986), з білоруської — твори І. Шамякіна, В. Бикова. Усі зазначені книги опубліковано у Києві. Окремі твори Б. Комара перекладено російською, білоруською, грузинською, казахською, вірменською, туркменською, латиською, естонською, болгарською, чеською, німецькою мовами.
Літературою почав серйозно займатися в Харкові у літстудії. В основному, писав вірші. У Київському університеті літстудія була могутня. До неї ходили і Сосюра, і Малишко… Писав Б. Комар спочатку вірші, а потім перейшов на прозу. І почав писати для дітей... одна книжка, друга, третя. Писав некваплячись, довгенько. Завжди від руки писав. По вихідних, вечорами. В Ірпінь їздив у Будинок творчості. До року міг працювати над повістю. Своє перше оповідання «Найкращий подарунок» автор опублікував в альманасі для дітей «Ранок» у 1951 році, а через 5 років вийшла перша книжка Бориса Комара — «Незвичайне полювання»  (1956). Герої книг Бориса Комара списані зі звичайних жителів його рідного села Хвощівка. Через героїв своїх творів його палка письменницька душа навіть через тисячоліття буде говорити до свого читача, захоплювати і вести стежками у загадковий світ його доброї музи. Письменник часто картав себе за те, що надто мало написав творів, адже задумів мав багато.
Як упорядник Б. Комар створив декілька насправді «знакових» для кількох поколінь взірцевих українських радянських видань для дітей зразка збірки віршів та оповідань  «Найдорожчий друг». Водночас, він упорядковує ґрунтовну (більше двохсот сторінок!) збірку гумористичних творів українських радянських письменників для дітей «Весела книжка» (К.: Молодь, 1956), переказує для дітей низку українських народних казок для збірника «Як дядько чорта дурив» (К.: Дитвидав УРСР, 1963).
Працюючи у 1966-1969 роках старшим редактором видавництва «Дніпро», з 1969 року — заступником головного редактора видавництва «Молодь», а протягом 1980-1982 років — у видавництві «Радянський письменник», Борис Комар найбільш повно і багатогранно розкрився, як талановитий редактор. Свідченням майстерності Комара-редактора є славнозвісні «Мальви» Р. Іваничука, «Лебедина зграя» та «Зелені млини» В. Земляка, «Україна в огні» О. Довженка.
Відомості про долю та творчий доробок Бориса Комара входять фактично до всіх літературних енциклопедій, довідників і хрестоматій (поряд із низкою творів письменника). Його твори активно досліджуються вченими (О. Будугай, Н. Сидоренко та ін.).

## Твори
- «Вибрані твори у 2-х т.» (1988)

### Оповідання
- «Батько» (1955)
- «Білка»
- «Босонога ватага» (1958)
- «В листопадову ніч» (1963)
- «Вареники» (1955)
- «Весела дорога» (1966)
- «Найкращий подарунок» (1951)
- «Незвичайне полювання» (1956)
- «Тарас» (1952)
- «Уперте теля» (1970)
- «Як Горобець переміг Наталочку» (1964)

### Повісті
- «Бджолиний мед» (1976)
- «Векша» (1960, 2010)
- «Диваки» (1974, 1978)
- «Дорога через пекло» (1982)
- «Ключі» (1962)
- «Мандрівний вулкан» (1980)[6]
- «Поворотний круг» (1969, 1975)

### Переклади
- Повість «Весна» О. Лутса (1958, з естонської )
- Роман «Війна»  І. Стаднюка (1977 — кн. 1-2, 1985 — кн. 3), з російської)
- Роман «Золото інків» А. Лієлайтіса (1986, з латиської)
- Твори В. Бикова (з білоруської)
- Твори І. Шамякіна (з білоруської)

## Нагороди
- Медаль «За трудову доблесть»"
- Медаль «Почесна відзнака» Національної спілки письменників України (2006)
- Ювілейна медаль «65 лет победы в Великой Отечественной войне» (2010)
- Почесна Грамота Президії Верховної Ради УРСР (1978)
- Медаль А. С. Макаренка
- Літературна премія імені Лесі Українки (1984) за повісті «Бджолиний мед» (1976, 1981) та «Мандрівний вулкан» (1980).

## Вшанування

На малій батьківщині письменника, у селі Хвощівка Хорольського району на Полтавщині 8 червня 2018 року
було відкрито меморіальну дошку письменнику-земляку. за сприяння голови Петракіївської сільської ради Тритяка Григорія Володимировича. Врочистості з цього приводу було організовано працівниками Хорольської центральної районної бібліотеки, Хвощівського сільського будинку культури та Хвощівської бібліотеки-філії. На заході були присутні друг письменника Микитенко Олексій Васильович, голова Хорольської районної державної адміністрації Лариса Миколаївна Звірко та односельчани.